# Māhia Peninsula
Die  Māhia Peninsula ist eine Halbinsel an der Ostküste  der Nordinsel von Neuseeland, zwischen Napier und Gisborne.

## Geografie
Die Halbinsel ist 21,7 km lang und 11,3 km breit. Der höchste Punkt liegt bei Rahuimokairoa mit 403 m über dem Meeresspiegel. Māhia war ursprünglich eine Insel, die nach und nach durch eine Sandbank mit der Hauptinsel verbunden wurde. An der schmalsten Stelle bei der Maungawhio Lagoon ist die Landbrücke weniger als einen Kilometer breit.
In den seichten  Gewässern stranden oft Wale. Früher bestand im Schutz von Long Point bei der Farm Kini Kini an der Westküste der Halbinsel eine Walfangstation.
Knapp 1400 m vor Ahuriri Point, der Südspitze der Halbinsel, liegt die kleine Insel Portland Island. Die Insel wurde vom Māori Kahungunu Waikawa benannt, als er hier Trinkwasser suchte und nur Salzwasser fand. Waikawa bedeutet „saures Wasser“. Auf der Insel gibt es einen automatischen Leuchtturm.

## Kultur
Das Gebiet ist ein beliebtes Urlaubsgebiet für den Seeurlaub. Die Wirtschaft ist daher vom Tourismus bestimmt. Schaf- und Rinderzucht sind für einen Teil der heimischen Bevölkerung noch immer bedeutend. Die beliebtesten Freizeitbeschäftigungen in Māhia sind Surfen, Tauchen, Wandern, Angeln, Rugby. Viele der Touristen übernachten in Napier, Hastings oder Wairoa und fahren zu Tagesausflügen auf die Halbinsel.
In den Legenden der Māori siedelte Whatonga, der auf der Suche nach seinem Großvater Toi nach Neuseeland kam, in Māhia. Die Bewohner sind heute eine Mischung aus Māori und Europäern. Der lokale Iwi (Stamm) der Māori ist bekannt als Ngāti Rongomaiwahine.

## Weltraumbahnhof

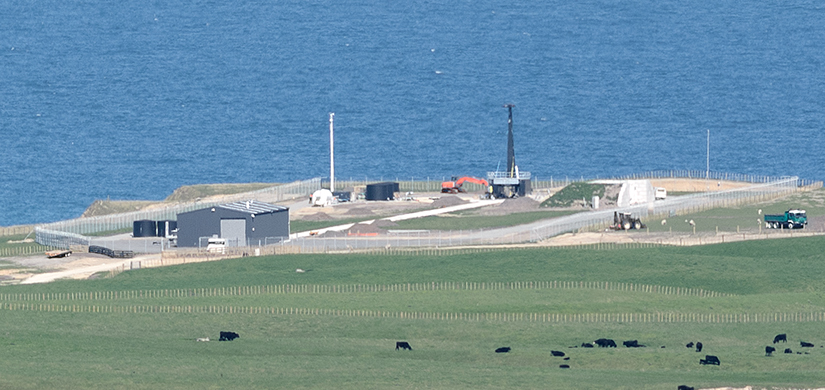
Rocket Lab Launch Complex 1, Mahia

Im März 2016 wurde mit dem Bau eines privaten Weltraumbahnhofs durch die Firma Rocket Lab begonnen und am 25. Mai 2017 der erste erfolgreiche Teststart einer Electron-Rakete im Rocket Lab Launch Complex 1 () durchgeführt, wodurch Neuseeland zur elften Weltraumnation nachrückt.